# Општина Сан Фелипе Оризатлан (Идалго)
Сан Фелипе Оризатлан (шп. San Felipe Orizatlán) општина је у Мексику у савезној држави Идалго. Општина се налази на надморској висини од 179 м.

## Становништво
Према подацима из 2010. у општини је живело 39181 становника.

### Хронологија
| Година       | 2000                  | 2005                  | 2010                  |
| ------------ | --------------------- | --------------------- | --------------------- |
| Становништво | 37685 (18891 / 18794) | 38472 (19146 / 19326) | 39181 (19406 / 19775) |

### Попис
| \| \| м \| \| \| ж \| \| 0—2 \| 1.171 \| \| \| 1.120 \| \| 3—5 \| 1.375 \| \| \| 1.246 \| \| 6—11 \| 2.749 \| \| \| 2.841 \| \| 12—14 \| 1.455 \| \| \| 1.477 \| \| 15—17 \| 1.505 \| \| \| 1.319 \| \| 18—24 \| 1.888 \| \| \| 1.903 \| \| 60+ \| 2.105 \| \| \| 2.139 \| \| Просек : \| 27,8 \| \| \| 28,5 \| |       |  |  |       |
| |       |  |  |       |
| | м     |  |  | ж     |
| 0—2 | 1.171 |  |  | 1.120 |
| 3—5 | 1.375 |  |  | 1.246 |
| 6—11 | 2.749 |  |  | 2.841 |
| 12—14 | 1.455 |  |  | 1.477 |
| 15—17 | 1.505 |  |  | 1.319 |
| 18—24 | 1.888 |  |  | 1.903 |
| 60+ | 2.105 |  |  | 2.139 |
| Просек : | 27,8  |  |  | 28,5  |

| #   | Индикатор                                                                                        | Вредност |
| --- | ------------------------------------------------------------------------------------------------ | -------- |
| 1   | Становништво од 0 до 2 године                                                                    | 2291     |
| 2   | Мушко становништво од 0 до 2 године                                                              | 1171     |
| 3   | Женско становништво од 0 до 2 године                                                             | 1120     |
| 4   | Становништво са 3 и више година                                                                  | 36821    |
| 5   | Мушко становништво са 3 и више година                                                            | 18202    |
| 6   | Женско становништво са 3 и више година                                                           | 18619    |
| 7   | Становништво са 5 и више година                                                                  | 35093    |
| 8   | Мушко становништво са 5 и више година                                                            | 17301    |
| 9   | Женско становништво са 5 и више година                                                           | 17792    |
| 10  | Становништво са 12 и више година                                                                 | 28610    |
| 11  | Мушко становништво са 12 и више година                                                           | 14078    |
| 12  | Женско становништво са 12 и више година                                                          | 14532    |
| 13  | Становништво са 15 и више година                                                                 | 25678    |
| 14  | Мушко становништво са 15 и више година                                                           | 12623    |
| 15  | Женско становништво са 15 и више година                                                          | 13055    |
| 16  | Становништво са 18 и више година                                                                 | 22854    |
| 17  | Мушко становништво са 18 и више година                                                           | 11118    |
| 18  | Женско становништво са 18 и више година                                                          | 11736    |
| 19  | Становништво од 3 до 5 година                                                                    | 2621     |
| 20  | Мушко становништво од 3 до 5 година                                                              | 1375     |
| 21  | Женско становништво од 3 до 5 година                                                             | 1246     |
| 22  | Становништво од 6 до 11 година                                                                   | 5590     |
| 23  | Мушко становништво од 6 до 11 година                                                             | 2749     |
| 24  | Женско становништво од 6 до 11 година                                                            | 2841     |
| 25  | Становништво од 8 до 14 година                                                                   | 6754     |
| 26  | Мушко становништво од 8 до 14 година                                                             | 3319     |
| 27  | Женско становништво од 8 до 14 година                                                            | 3435     |
| 28  | Становништво од 12 до 14 година                                                                  | 2932     |
| 29  | Мушко становништво од 12 до 14 година                                                            | 1455     |
| 30  | Женско становништво од 12 до 14 година                                                           | 1477     |
| 31  | Становништво од 15 до 17 година                                                                  | 2824     |
| 32  | Мушко становништво од 15 до 17 година                                                            | 1505     |
| 33  | Женско становништво од 15 до 17 година                                                           | 1319     |
| 34  | Становништво од 18 до 24 године                                                                  | 3791     |
| 35  | Мушко становништво од 18 до 24 године                                                            | 1888     |
| 36  | Женско становништво од 18 до 24 године                                                           | 1903     |
| 37  | Женско становништво од 15 до 49 година                                                           | 9211     |
| 38  | Становништво са 60 и више година                                                                 | 4244     |
| 39  | Мушко становништво са 60 и више година                                                           | 2105     |
| 40  | Женско становништво са 60 и више година                                                          | 2139     |
| 41  | Однос између мушкараца и жена                                                                    | 98.13    |
| 42  | Становништво од нуле до 14 година                                                                | 13434    |
| 43  | Становништво од 15 до 64 године                                                                  | 22599    |
| 44  | Становништво од 65 година и више                                                                 | 3079     |
| 45  | Просечан број деце                                                                               | 3.13     |
| 46  | Становништво рођено у ентитету                                                                   | 36471    |
| 47  | Мушко становништво рођено у ентитету                                                             | 18160    |
| 48  | Женско становништво рођено у ентитету                                                            | 18311    |
| 49  | Становништво рођено у другом ентитету                                                            | 2529     |
| 50  | Мушко становништво рођено у другом ентитету                                                      | 1144     |
| 51  | Женско становништво рођено у другом ентитету                                                     | 1385     |
| 52  | Становништво од 5 година и више резидентно у ентитету у јуну 2005. године                        | 33930    |
| 53  | Мушко становништво старосног доба од 5 година и више, резидентно у ентитету у јуну 2005. године  | 16674    |
| 54  | Женско становништво старосног доба од 5 и више година, резидентно у ентитету у јуну 2005. године | 17256    |
| 55  | Становништво од 5 година и више које је живело у другом ентитету у јуну 2005. године             | 858      |
| 56  | Мушко становништво старије од 5 година које је живело у другом ентитету у јуну 2005. године      | 426      |
| 57  | Женско становништво старије од 5 година које је живело у другом ентитету у јуну 2005. године     | 432      |
| 58  | Становништво од 3 године и више које говори аутохтони језик                                      | 22874    |
| 59  | Мушко становништво старо 3 године и више које говори аутохтони језик                             | 11473    |
| 60  | Женско становништво старо 3 године и више које говори аутохтони језик                            | 11401    |
| 61  | Становништво од 3 године и више које говори аутохтони језик и не говори шпански језик            | 3593     |
| 62  | Мушко становништво старо 3 године и више које говори аутохтони језик и не говори шпански         | 1397     |
| 63  | Женско становништво старо 3 године и више које говори аутохтони језик и не говори шпански језик  | 2196     |
| 64  | Становништво старо 3 године и више које говори аутохтони језик и шпански                         | 18909    |
| 65  | Мушко становништво старо 3 године и више које говори аутохтони језик и шпански                   | 9895     |
| 66  | Женско становништво старо 3 године и више које говори аутохтони језик и шпански                  | 9014     |
| 67  | Становништво од 5 година и више које говори аутохтони језик                                      | 22136    |
| 68  | Становништво од 5 година и више које говори аутохтони језик и не говори шпански језик            | 3355     |
| 69  | Становништво од 5 година и више које говори аутохтони језик и говори шпански језик               | 18414    |
| 70  | Становништво у домородачким домаћинствима                                                        | 29717    |
| 71  | Становништво са ограничењима у активностима                                                      | 1524     |
| 72  | Становништво са ограниченим ходањем или кретањем, горе или доле                                  | 545      |
| 73  | Становници са ограничењима вида, чак и уз кориштење сочива                                       | 574      |
| 74  | Становништво са ограничењима говора, комуникације или конверзације                               | 214      |
| 75  | Становништво са ограниченим слухом                                                               | 272      |
| 76  | Становништво са ограничењима при одевању, купању или јелу                                        | 38       |
| 77  | Становништво са ограничењима у опажању или учењу једноставних ствари                             | 45       |
| 78  | Становништво са менталним ограничењима                                                           | 183      |
| 79  | Становништво без ограничења активности                                                           | 37300    |
| 80  | Становништво од 3 до 5 година које не похађа школу                                               | 590      |
| 81  | Мушко становништво од 3 до 5 година које не похађа школу                                         | 322      |
| 82  | Женско становништво од 3 до 5 година које не похађа школу                                        | 268      |
| 83  | Становништво од 6 до 11 година које не похађа школу                                              | 69       |
| 84  | Мушко становништво од 6 до 11 година које не похађа школу                                        | 42       |
| 85  | Женско становништво од 6 до 11 година које не похађа школу                                       | 27       |
| 86  | Становништво од 12 до 14 година које не похађа школу                                             | 168      |
| 87  | Мушко становништво од 12 до 14 година које не похађа школу                                       | 88       |
| 88  | Женско становништво од 12 до 14 година које не похађа школу                                      | 80       |
| 89  | Становништво од 15 до 17 година похађа школу                                                     | 1884     |
| 90  | Мушко становништво од 15 до 17 година похађа школу                                               | 991      |
| 91  | Женско становништво између 15 и 17 година живота у школи                                         | 893      |
| 92  | Становништво од 18 до 24 године похађа школу                                                     | 743      |
| 93  | Мушко становништво од 18 до 24 године похађа школу                                               | 395      |
| 94  | Женско становништво од 18 до 24 године похађа школу                                              | 348      |
| 95  | Становништво од 8 до 14 година које не може да чита и пише                                       | 288      |
| 96  | Мушко становништво старосног доба од 8 до 14 година које не може да чита и пише                  | 153      |
| 97  | Женско становништво старосног доби од 8 до 14 година које не може да чита и пише                 | 135      |
| 98  | Становништво од 15 година и више које је неписмено                                               | 6786     |
| 99  | Мушко становништво од 15 година и више које је неписмено                                         | 2758     |
| 100 | Женско становништво од 15 година и више које је неписмено                                        | 4028     |
| 101 | Становништво старо 15 и више година без школовања                                                | 6139     |
| 102 | Мушко становништво старо 15 и више година без школовања                                          | 2501     |
| 103 | Женско становништво старо 15 и више година без школовања                                         | 3638     |
| 104 | Становништво старосног доба 15 и више година са непотпуним основним образовањем                  | 4809     |
| 105 | Мушко становништво старосног доба од 15 година и више са непотпуном основним образовањем         | 2456     |
| 106 | Женско становништво старосног доба 15 и више година са непотпуном основним образовањем           | 2353     |
| 107 | Становништво старо 15 и више година са комплетним основним образовањем                           | 3821     |
| 108 | Мушко становништво старо 15 година и више са комплетним основним образовањем                     | 1821     |
| 109 | Женско становништво старо 15 и више година са комплетним основним образовањем                    | 2000     |
| 110 | Становништво старосног доба 15 и више година са непотпуним средњим образовањем                   | 1299     |
| 111 | Мушко становништво старосног доба од 15 година и више са непотпуним средњим образовањем          | 695      |
| 112 | Женско становништво старосног доба од 15 година и више са непотпуним средњим образовањем         | 604      |
| 113 | Становништво старо 15 и више година са пуним секундарном образовањем                             | 5134     |
| 114 | Мушко становништво старосног доба од 15 година и више са пуним секундарном образовањем           | 2770     |
| 115 | Женско становништво старосног доба од 15 година и више са пуним секундарном образовањем          | 2364     |
| 116 | Становништво старије од 18 година са постосновним образовањем                                    | 3481     |
| 117 | Мушко становништво старије од 18 година са постосновним образовањем                              | 1897     |
| 118 | Женско становништво старије од 18 година са постосновним образовањем                             | 1584     |
| 119 | Просечна оцена школовања                                                                         | 5.8      |
| 120 | Просечан ниво образовања мушке популације                                                        | 6.21     |
| 121 | Просечан ниво образовања женског становништва                                                    | 5.41     |
| 122 | Економски активно становништво                                                                   | 12311    |
| 123 | Економски активна мушка популација                                                               | 10482    |
| 124 | Економски активна женска популација                                                              | 1829     |
| 125 | Становништво које није економски активно                                                         | 16062    |
| 126 | Мушко становништво које није економски активно                                                   | 3448     |
| 127 | Женско становништво које није економски активно                                                  | 12614    |
| 128 | Запослено становништво                                                                           | 11860    |
| 129 | Запослено мушко становништво                                                                     | 10074    |
| 130 | Запослено женско становништво                                                                    | 1786     |
| 131 | Незапослена популација                                                                           | 451      |
| 132 | Незапослена мушка популација                                                                     | 408      |
| 133 | Незапослена женска популација                                                                    | 43       |
| 134 | Становништво без права на здравствене услуге                                                     | 15641    |
| 135 | Становништво које има право на здравствене услуге                                                | 23346    |
| 136 | Становништво које има право на ИМСС                                                              | 4278     |
| 137 | Становништво које има право на социјално осигурање                                               | 1864     |
| 138 | Становништво које има право на државно социјално осигурање                                       | 28       |
| 139 | Становништво које има право на опште осигурање или здравствено осигурање за нову генерацију      | 17200    |
| 140 | Становништво које је било једном или није било у браку током 12 година и више                    | 9418     |
| 141 | Венчано или уједињено становништво од 12 година и више                                           | 17131    |
| 142 | Становништво које је било у браку или уједињено 12 година и више                                 | 2008     |
| 143 | Становништво са католичком религијом                                                             | 32050    |
| 144 | Протестанти, еванђелисти и библијски следбеници различити од еванђелиста                         | 5255     |
| 145 | Становништво са другим религијама различитим од претходних                                       | 4        |
| 146 | Становништво без религије                                                                        | 247      |
| 147 | Укупно пописаних домаћинства                                                                     | 8859     |
| 148 | Пописна домаћинства на челу са мушкарцима                                                        | 7490     |
| 149 | Пописна домаћинства на челу са женама                                                            | 1369     |
| 150 | Становништво у пописним домаћинствима                                                            | 39118    |
| 151 | Становништво у пописним домаћинствима на челу са мушкарцима                                      | 34677    |
| 152 | Становништво у пописним домаћинствима на челу са женама                                          | 4441     |
| 153 | Укупно домаћинстава                                                                              | 10066    |
| 154 | Укупно насељених домаћинстава                                                                    | 8880     |
| 155 | Укупно приватних кућа                                                                            | 10045    |
| 156 | Насељени приватни домови                                                                         | 8859     |
| 157 | Укупно насељених приватних кућа                                                                  | 8880     |
| 158 | Ненасељене приватне куће                                                                         | 801      |
| 159 | Појединачна домаћинства за привремену употребу                                                   | 385      |
| 160 | Становници у насељеним приватним кућама                                                          | 39118    |
| 161 | Насељеност станара у приватним становима                                                         | 4.42     |
| 162 | Просечно становника по соби у приватним насељеним домаћинствима                                  | 1.2      |
| 163 | Појединачна домаћинства са подовима од различитих материјала од земље                            | 6225     |
| 164 | Појединачна домаћинства у приземљу                                                               | 2505     |
| 165 | Појединачна домаћинства са једном спаваћом собом                                                 | 3282     |
| 166 | Појединачна домаћинства са две спаваће собе и више                                               | 5534     |
| 167 | Појединачна домаћинства са једним собом                                                          | 361      |
| 168 | Појединачна домаћинства са две собе                                                              | 1686     |
| 169 | Појединачна домаћинства са 3 собе и више                                                         | 6765     |
| 170 | Појединачна домаћинства која имају електрично светло                                             | 8619     |
| 171 | Појединачна домаћинства која немају електрично светло                                            | 192      |
| 172 | Појединачна домаћинства која имају водоводну воду у стамбеном простору                           | 7591     |
| 173 | Појединачна домаћинства која немају водоводну воду у стамбеном простору                          | 1219     |
| 174 | Појединачна домаћинства која имају тоалет                                                        | 8172     |
| 175 | Појединачна домаћинства која имају канализацију                                                  | 4931     |
| 176 | Појединачна домаћинства која немају канализацију                                                 | 3854     |
| 177 | Појединачна домаћинства која имају електрично светло, довод воде из јавне мреже и канализацију   | 4625     |
| 178 | Појединачна домаћинства без икаквих услова                                                       | 641      |
| 179 | Појединачна домаћинства која имају радио                                                         | 6567     |
| 180 | Појединачна домаћинства која имају телевизор                                                     | 6663     |
| 181 | Појединачна домаћинства која имају фрижидер                                                      | 5897     |
| 182 | Појединачна домаћинства која имају машину за веш                                                 | 1344     |
| 183 | Појединачна домаћинства која имају аутомобил или комби                                           | 1277     |
| 184 | Појединачна домаћинства која имају рачунар                                                       | 560      |
| 185 | Појединачна домаћинства која имају фиксну телефонску линију                                      | 926      |
| 186 | Појединачна домаћинства која имају мобилни телефон                                               | 2782     |
| 187 | Појединачна домаћинства која имају приступ интернету                                             | 204      |